# Arthur Coningham
Sir Arthur "Mary" Coningham (19 de gener de 1895 – presumiblement 29 o 30 de gener de 1948) va ser un oficial superior de la Royal Air Force que va arribar al grau de Mariscal de l'Aire KCB, KBE, DSO, MC, DFC, AFC, RAF. Durant la I Guerra Mundial va estar a Gal·lípoli amb el Cos Expedicionari Neozelandès, sent transferit al Royal Flying Corps, on va ser un as de l'aviació (14 victòries). Coningham posteriorment va ser un comandant de la Royal Air Force durant la II Guerra Mundial, com Comandant en Cap de la 2a Força Aèria Tàctica i posteriorment el comandant del Comandament d'Entrenament de Vol.
Coningham és principalment recordat com el màxim responsable del desenvolupament del control aeri avançat dirigit al suport aeri proper, que desenvolupà com a comandant de la Força Aèria del Desert entre 1941 i 1943, i com a comandant de les forces aèries tàctiques a la campanya de Normandia el 1944. El 30 de gener de 1948 va desaparèixer juntament amb tots els passatgers del vol G-AHNP Star Tiger quan va esvair-se sense deixar rastre davant la costa Est dels Estats Units, al Triangle de les Bermudes.

## Biografia
Coningham va néixer a Brisbane, Queensland, Austràlia el 19 de gener de 1895. Els seus primers anys el van fer aprendre a ser adaptable. El seu pare, un jugador de cricket, Arthur Coningham, era un estafador al que jutjaven per fabricar proves en un judici per fer caure un capellà catòlic, Denis Francis O'Haran, secretari de l'Arquebisbe de Sydney. L'escàndol conseqüent va fer que la família hagués de mudar-se a Nova Zelanda mentre que el jove Arthur era molt jove. El canvi d'escenari no va canviar el modus operandi del pare, i passà sis mesos a la presó per frau.
Coningham tenia un caràcter fort i estava prou motivat per guanyar una beca al Wellington College. Tot i la beca, no era cap estudiant exemplar; però era atlètic, amb experiència en equitació i armes de foc.
Els seus pares van divorciar-se quan ell en tenia 17, a causa de les infidelitats del seu pare. Arthur Coningham va dir-li al seu pare: "Mira aquí, Coningham, pots ser el meu pare, però m'avergonyeixes". El comentari mostra la personalitat de Coningham: era abstemi per naturalesa, no fumava, i era impacient amb un llenguatge obscè.

### Servei a la I Guerra Mundial
Coningham va allistar-se voluntari al Cos Expedicionari Neozelandès el 1914. Va servir a Egipte i a Somalilàndia, però va patir febres tifoides i va ser donat per invàlid pel servei actiu. El 1916 marxà a Anglaterra i s'allistà voluntari al Royal Flying Corps. Al final de la guerra havia assolit el rang de Major i era el comandant del 92è Esquadró de la RAF. Havia destruït 4 avions enemics i tenia 3 més compartits amb Evander Shapard, Frank Billinge i Arthur Randell. Se li van comptar 7 victòries per deixar fora de control avions enemics. Va acabar la guerra amb dues ferides, l'Orde del Servei Distingit i una Creu Militar. També va ser en aquesta època en què va rebre el sobrenom de "Maorí" pel seu origen, que en transcurs del temps es convertiria en "Mary".

### Anys d'entreguerres
Després del final de la I Guerra Mundial, Coningham continuà a la RAF, inicialment com a comandant del 92è Esquadró. A inicis de la dècada de 1920 serví com a tècnic i instructor de vol abans de ser destinat al 55è Esquadró volant DH9As a Mosul (Iraq). L'estiu de 1923 va ser promogut a cap d'esquadró i fet comandant del 55è Esquadró. Des d'inicis de 1924 i fins a 1926 realitzà tasques d'estat major, primer al quarter general del Grup Egipci i després al Quarter General del comandament RAF Orient Mitjà.
Després de servir a l'Acadèmia de la Royal Air Force a Cranwell i a l'Acadèmia Central de Vol va ser promogut a comandant d'ala el 1931. L'any següent va ser enviat al Sudan com a oficial superior de la RAF.
El 1935 tornà al Regne Unit, ocupant tasques d'estat major al Comandament Costaner, abans de ser promogut a capità de grup i servir com a oficial d'Estat Major Superior de l'Aire del Grup 17. Entre 1937 i 1939 va ser el comandant de RAF Calshot.

### Servei a la II Guerra Mundial
Coningham inicià la guerra comandant el Grup 4 del Comandament de Bombarders, que dirigí durant dos anys en l'ofensiva de bombardeigs contra Alemanya. El 1941 va ser enviat a l'Orient Mitjà, on assumí el comandament de la Força Aèria del Desert. Allà heretà una situació d'un pobre funcionament, on la Royal Air Force estava totalment supeditada a donar suport a les tropes de terra. Ben aviat delegà les tasques tècniques en oficials de la seva confiança i no els dirigí específicament; fent-los totalment responsables d'aconseguir els resultats que ell volia.
Havent de fer front a les mancances d'equipament, en un ambient hostil al desert i amb avions enemics superiors, el sistema de direcció de Coningham, mitjançant un juicios, a poc a poc assolí la superioritat aèria a la campanya del nord d'Àfrica. En particular, Coningham desenvolupà l'ús dels caces bombarders, capaços de lluitar com a caces a l'aire i de bombardejar objectius enemics a terra. Coningham desenvolupà un sistema de suport terrestre eficaç per tal de mantenir els avions volant, i un sistema de comandament i control per permetre als observadors terrestres dirigir per ràdio els atacs aeris. La Força Aèria del Desert Occidental de Coningham, mitjançant atacs continus contra els objectius terrestres enemics, va ser instrumental per aturar l'ofensiva enemiga a El Alamein al juliol de 1942. Coningham establí una relació propera amb el nou comandant del Vuitè Exèrcit, el general Bernard Montgomery. Montgomery i Coningham reconeixien la importància de les operacions conjuntes. La doctrina del poder aeri desenvolupada del Coningham és la base de la doctrina moderna d'operacions conjuntes. El domini de la força aèria aliada va ser un factor crític en la victòria britànica a la Segona Batalla d'El Alamein al novembre de 1942. La doctrina de Coningham del poder aeri tàctic arribaria al seu punt màxim a inicis de 1943, quan els caces bombarders de la RAF i de la USAAF atacaren les forces terrestres enemigues.
La doctrina de Coningham era fonamental. Constatà que el major atribut del poder aeri era la seva capacitat de concentrar la seva força. Seguí amb el fet que el seu comandament també cal que estigui concentrat. El poder aeri tàctic cal que estigui enormement concentrat amb les forces terrestres, però l'exèrcit no el pot comandar. Així ho va constatar en un pamflet que va ser àmpliament distribuït entre els oficials al nord d'Àfrica, per tal que sabessin què esperar. Aquest pamflet posteriorment s'inclouria al manual de camp dels Estats Units sobre l'ús de la força aèria. FM 100-20 també incloïa les prioritats per l'èxit en l'ús del poder aeri tàctic: primer, adquirir la superioritat aèria; segon, emprar la superioritat aèria adquirida per impedir que l'enemic es reforci amb homes o material; tercer, combinar els atacs aeris amb assalts terrestres sobre les línies del front.
Coningham va ser fet cavaller després d'El Alamein i continuà donant suport aeri tàctic al Vuitè Exèrcit fins que van ocupar Trípoli el gener de 1943.

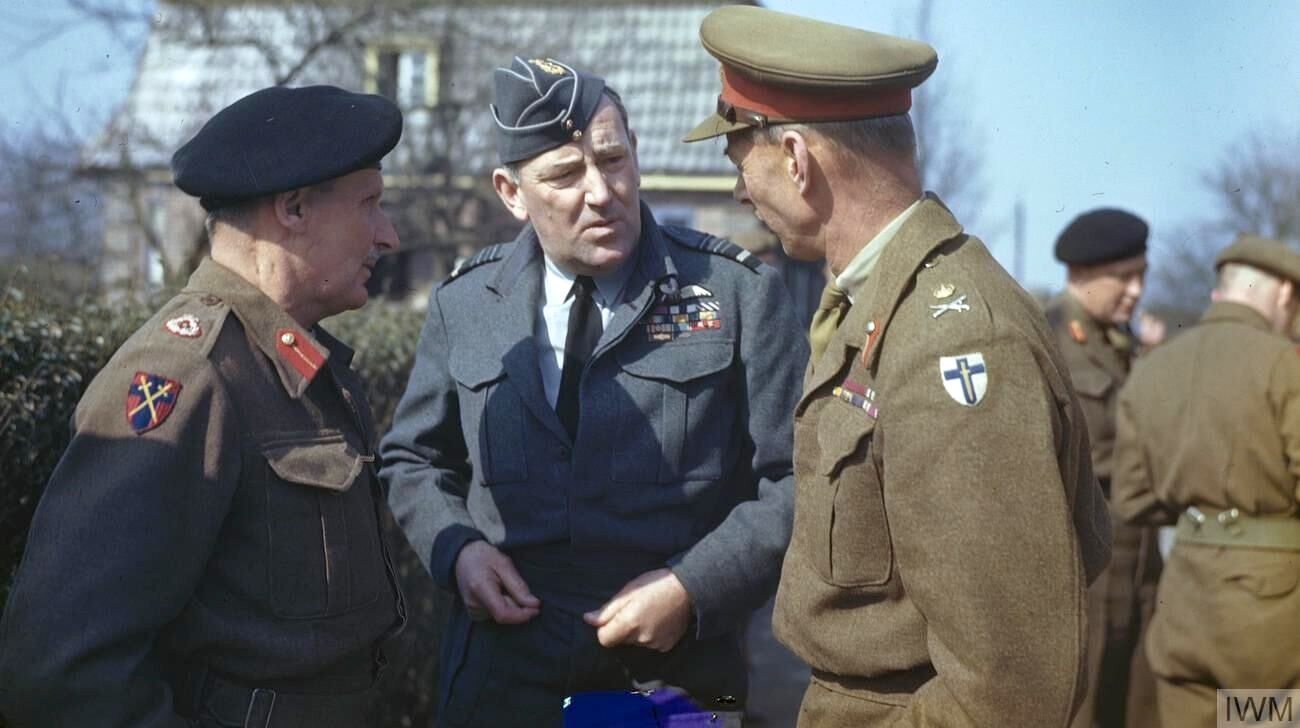
Coningham (centre) amb Montgomery (esquerra) i Dempsey (dreta) abans de la travessa britànica del Rin

El 1943, Coningham va ser promogut a Mariscal de l'Aire i dirigí les operacions tàctiques aèries a les invasions aliades de Sicília i Itàlia com a comandant de la 1a Força Aèria Tàctica Aliada.
Com a principal exponent de la doctrina de guerra tàctica aèria, Coningham era l'elecció òbvia per comandar la 2a Força Aèria Tàctica, les forces aèries tàctiques aliades a la campanya del nord-oest europeu i, el gener de 1944, va ser cridat a Anglaterra on col·laborà en la realització dels plans pel suport aeri pels desembarcaments de Normandia. En aquests moments, la seva relació amb Montgomery s'havia deteriorat molt. Tots dos sovint topaven i Montgomery habitualment intentava deixar-lo de costat tractant directament amb el Mariscal de l'Aire Trafford Leigh-Mallory. L'agost de 1944 Montgomery va escriure al mariscal Brooke que Coningham és violentament anti-exèrcit i menyspreat per tots els meus soldats; els meus comandants no confien en ell i mai no el volen veure.
Malgrat això, segui sent el comandant de la 2a Força Aèria Tàctica fins al juliol de 1945, quan va ser rellevat pel Mariscal en Cap de l'Aire Sir Sholto Douglas i nomenat comandant del Comandament d'Entrenament de Vol.

### Retir i desaparició
La carrera de Coningham finalitzà l'1 d'agost de 1947, amb 30 anys de servei. Va desaparèixer el 30 de gener de 1948 quan l'avió G-AHNP Star Tiger en el qual viatjava a Bermuda va perdre's davant la costa est dels Estats Units.

## En la cultura popular
A la pel·lícula Patton, Coningham és interpretat per John Barrie. Durant la seva escena, en la qual el general Patton es queixa per la manca de cobertura aèria pels soldats americans, Sir Arthur confirma que Patton no veurà més avions enemics. Tot just ho acaba de dir, dos avions alemanys ataquen.
Tot i que en realitat succeí una escena semblant, Coningham no estava present; i realment Patton estava parlant amb el general Carl Spaatz i amb el Mariscal en Cap de l'Aire Arthur Tedder.

## Historial de rangs

### Exèrcit
- Tinent de 2a – 8/8/1916
- Capità – 10/5/1917 (temporal)
- Major, 26/3/1918 (temporal)

### Royal Air Force
- Capità – 1/4//1918 (temporal)
- Major, 1/4/1918 (temporal)
- Tinent de Vol, RAF- 1/8/1919
- Cap d'Esquadró, RAF- 30/6/1923
- Comandant d'Ala- 1/7/1931
- Capità de Grup- 1/1/1937
- Comodor de l'Aire- 1/7/1939
- Vicemariscal de l'Aire- 14/4/1942 (en funcions: 12/9/1940; temporal 1/6/1941; antiguitat: 1/6/1941)
- Mariscal de l'Aire – 1/1/1946 (en funcions: 8/2/1943; temporal: 16/8/1944)

## Condecoracions
- Cavaller Comandant de l'Orde del Bany – 27/11/1942[8]
  - Company de l'Orde del Bany – 24/9/1941
- Cavaller Comandant de l'Orde de l'Imperi Britànic – 1/1/1946
- Orde del Servei Distingit – 26/9/1917
- Creu Militar – 17-9-1917
- Creu dels Vols Distingits – 6/6/1919
- Creu de la Força Aèria – 1/1/1926
- 4 Mencions als Despatxos – 11/12/1917; 11/6/1924; 1/1/1941; 11/6/1942
- Medalla Britànica de la Guerra 1914-20
- Medalla de la Victòria 1914-1918
- Estrella de 1939-45
- Estrella de les Tripulacions Aèries d'Europa
- Estrella d'Àfrica
- Estrella d'Itàlia
- Estrella de França i Alemanya
- Medalla de la Guerra 1939-1945
- Oficial de la Legió d'Honor (França)
- Creu de Guerra 1939-1945 (França)
- Cap Comandant de la Legió del Mèrit (Estats Units) – 27/8/1943
- Medalla del Servei Distingit a l'Exèrcit (Estats Units) – 3/8/1945
- Gran Oficial de l'Orde de Leopold (Bèlgica) – 23/11/1945
- Creu de Guerra amb Palmes (Bèlgica) – 23/11-1945
- Gran Creu de l'Orde del Fènix (Grècia) – 6/9/1946
- Gran Creu de l'Orde d'Orange Nassau (Països Baixos) – 18/11/1947